# Sala São Paulo
A Sala São Paulo é uma sala de concertos onde ocorrem apresentações sinfônicas e de câmara. Faz parte do Complexo Cultural Júlio Prestes, na antiga Estação Júlio Prestes, uma histórica estação ferroviária. Fica localizada na Praça Júlio Prestes, no bairro de Campos Elíseos, no centro da cidade de São Paulo.
Inaugurada no dia 9 de julho de 1999, ao som da Sinfonia n°2 de Gustav Mahler, Ressurreição, foi a primeira sala de concertos do Brasil, sendo considerada uma das melhores do mundo desde a sua concepção. A estação foi completamente restaurada e remodelada pelo Governo do Estado como parte do projeto de revitalização do centro da cidade. Ao lado dela encontra-se a Estação Pinacoteca, que abriga exposições de arte.
A sala tem capacidade para 1 498 espectadores e 22 camarotes. É a sede da Orquestra Sinfônica do Estado de São Paulo e do Coro da Osesp. Foi concebida de acordo com os mais atualizados padrões internacionais e muitos especialistas consideram-na uma das salas de concerto com melhor acústica no mundo. É comparada a muitas salas dos Estados Unidos e da Europa mundialmente conhecidas, como a Symphony Hall de Boston, a Musikverein de Viena e a Concertgebouw de Amsterdã.
A renovação começou em novembro de 1997, mas os primeiros passos foram dados em 1995, sob a supervisão do arquiteto Nelson Dupré. O então governador Mário Covas visualizava a Estação Júlio Prestes como um espaço ideal para apresentações sinfônicas, uma vez que faltavam ao Brasil lugares adequados para este tipo de apresentação e principalmente porque a Osesp não possuía uma sede permanente. Em 2015, o jornal britânico The Guardian classificou a Sala São Paulo como uma das dez melhores casas de concerto do mundo. Em 1999, ela foi tombada pelo Conselho de Defesa do Patrimônio Histórico Arqueológico, Artístico e Turístico (CONDEPHAAT).

## História

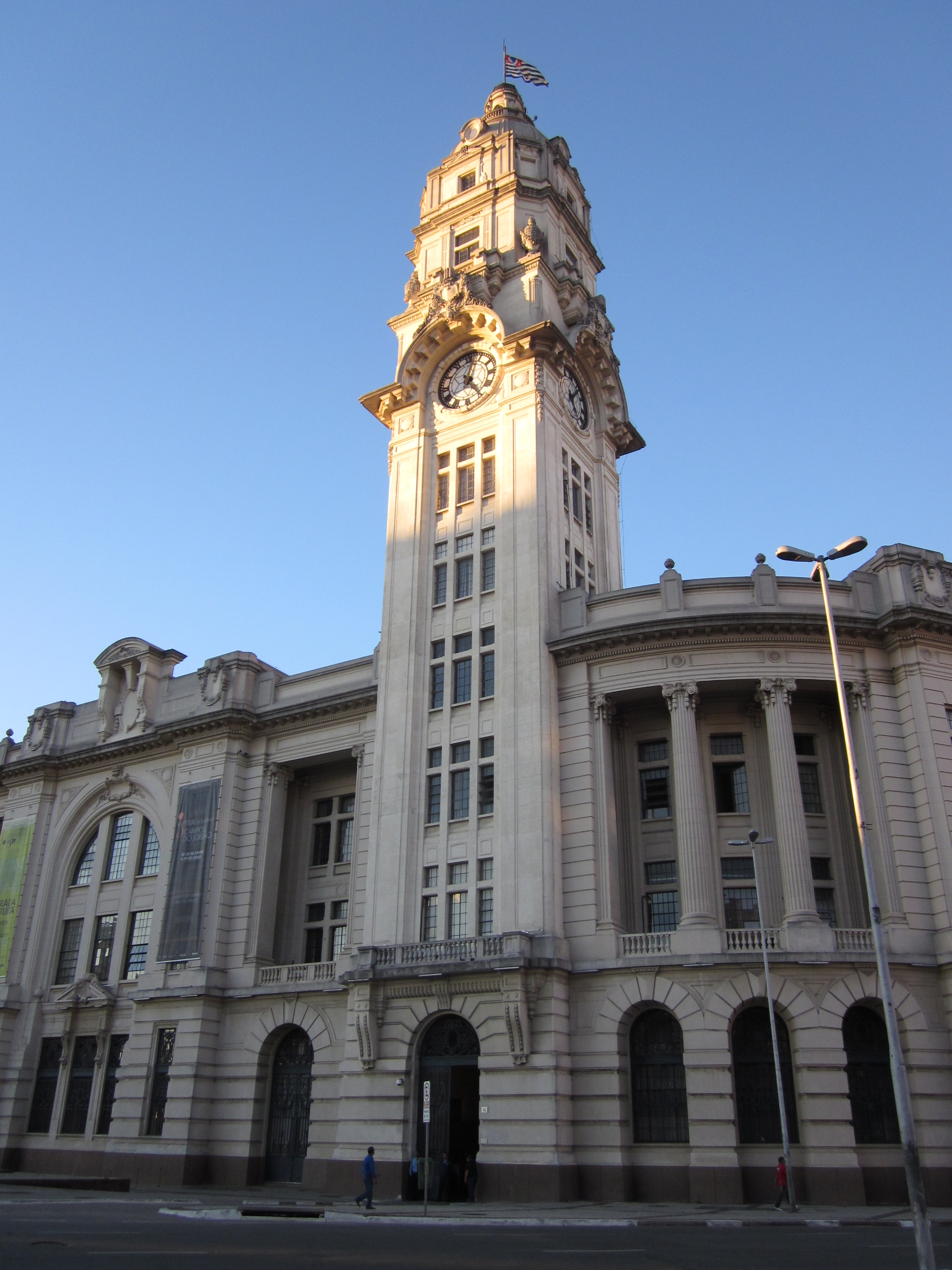
Fachada da Estação Júlio Prestes

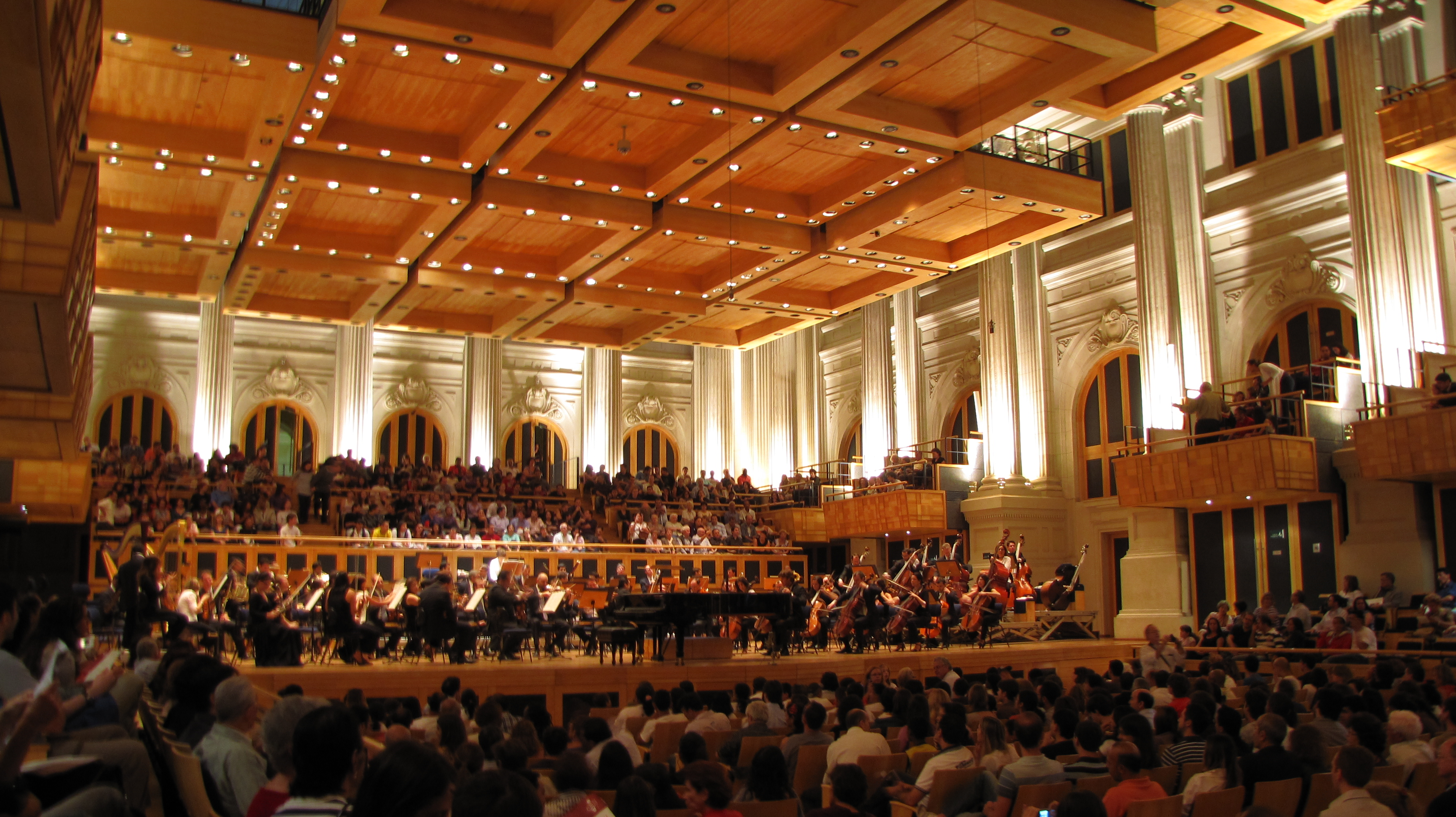
Vista interior da Sala São Paulo durante um concerto da Osesp

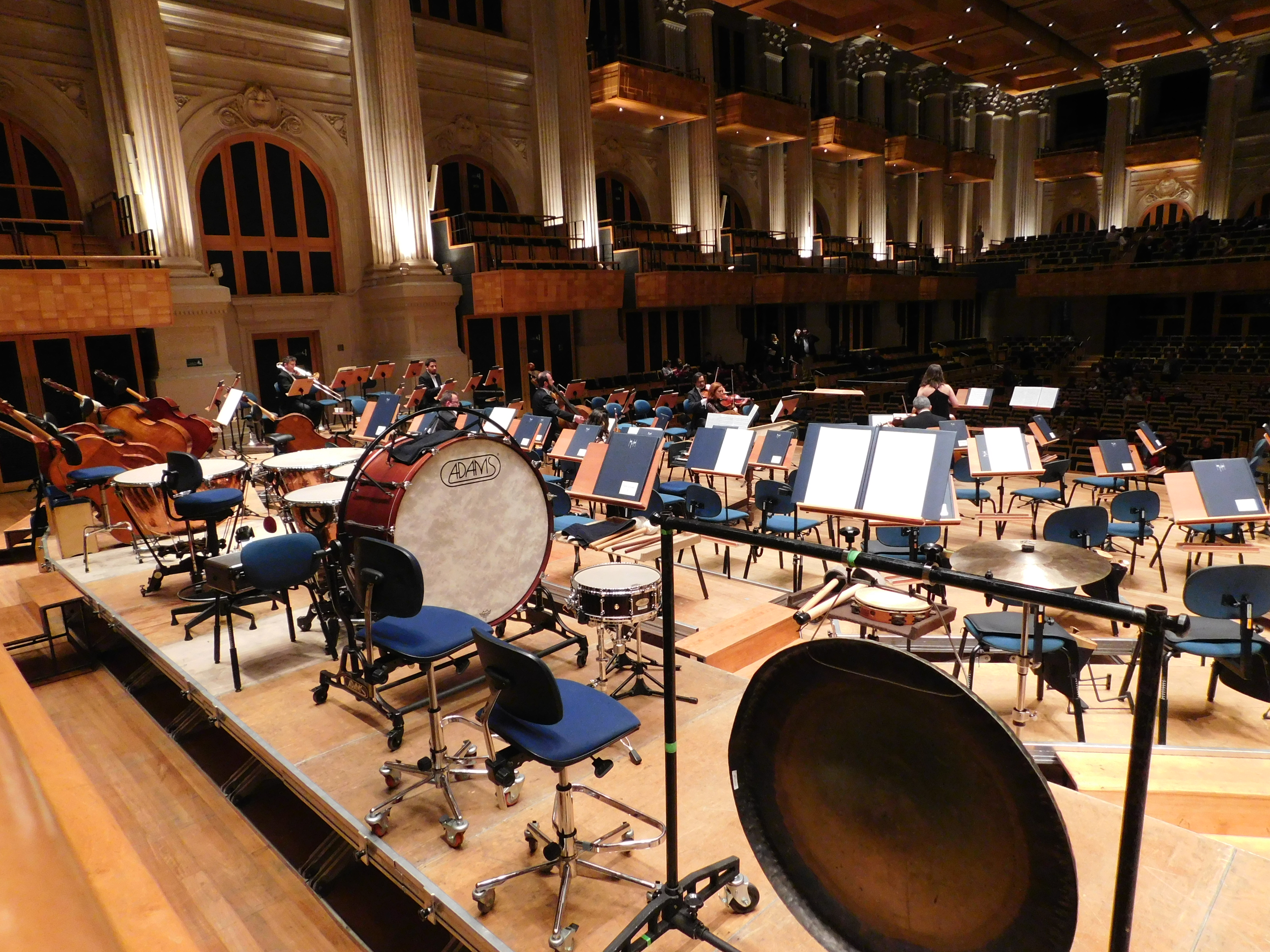
Instrumentos no palco

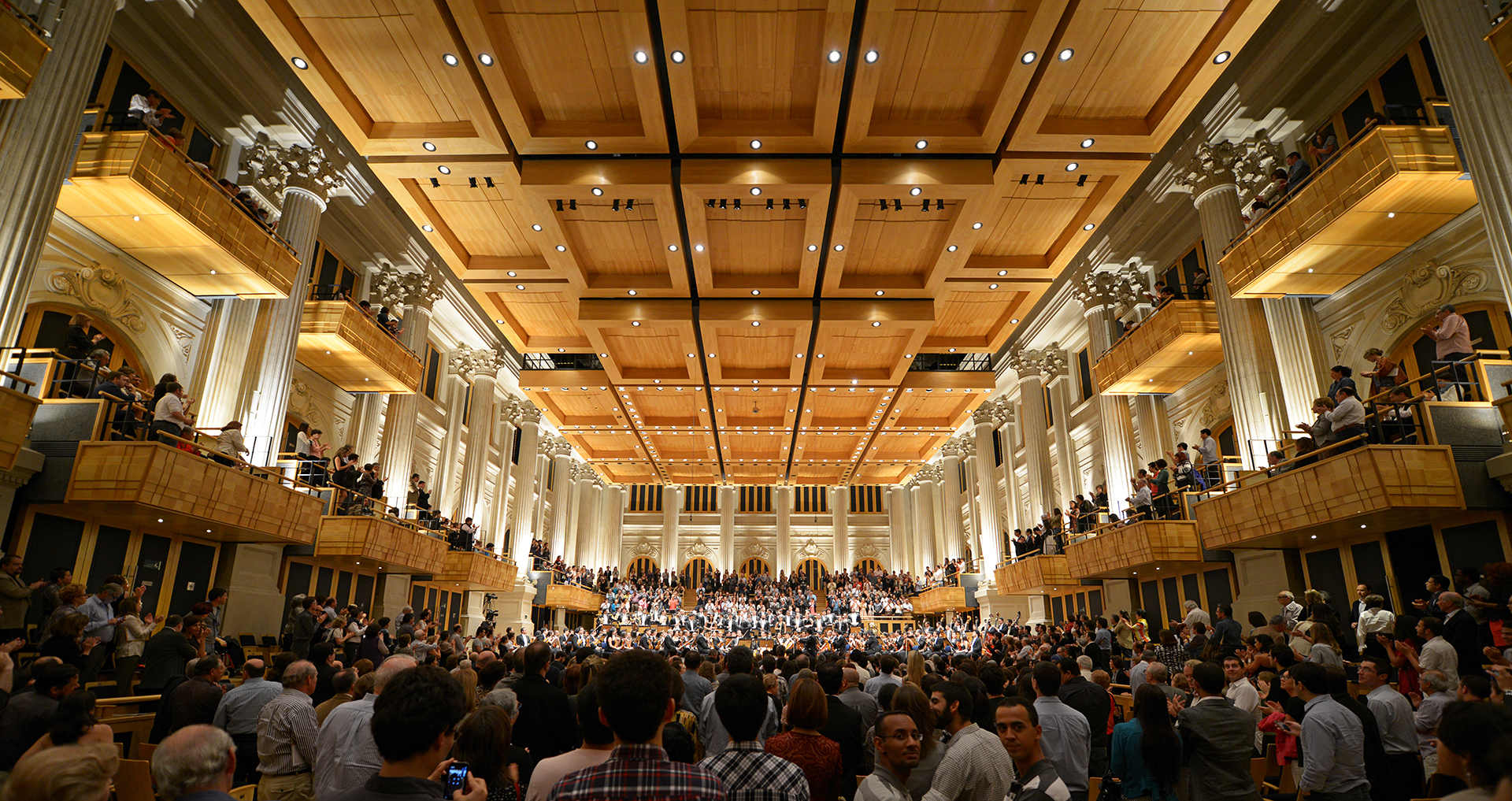
Grande Hall

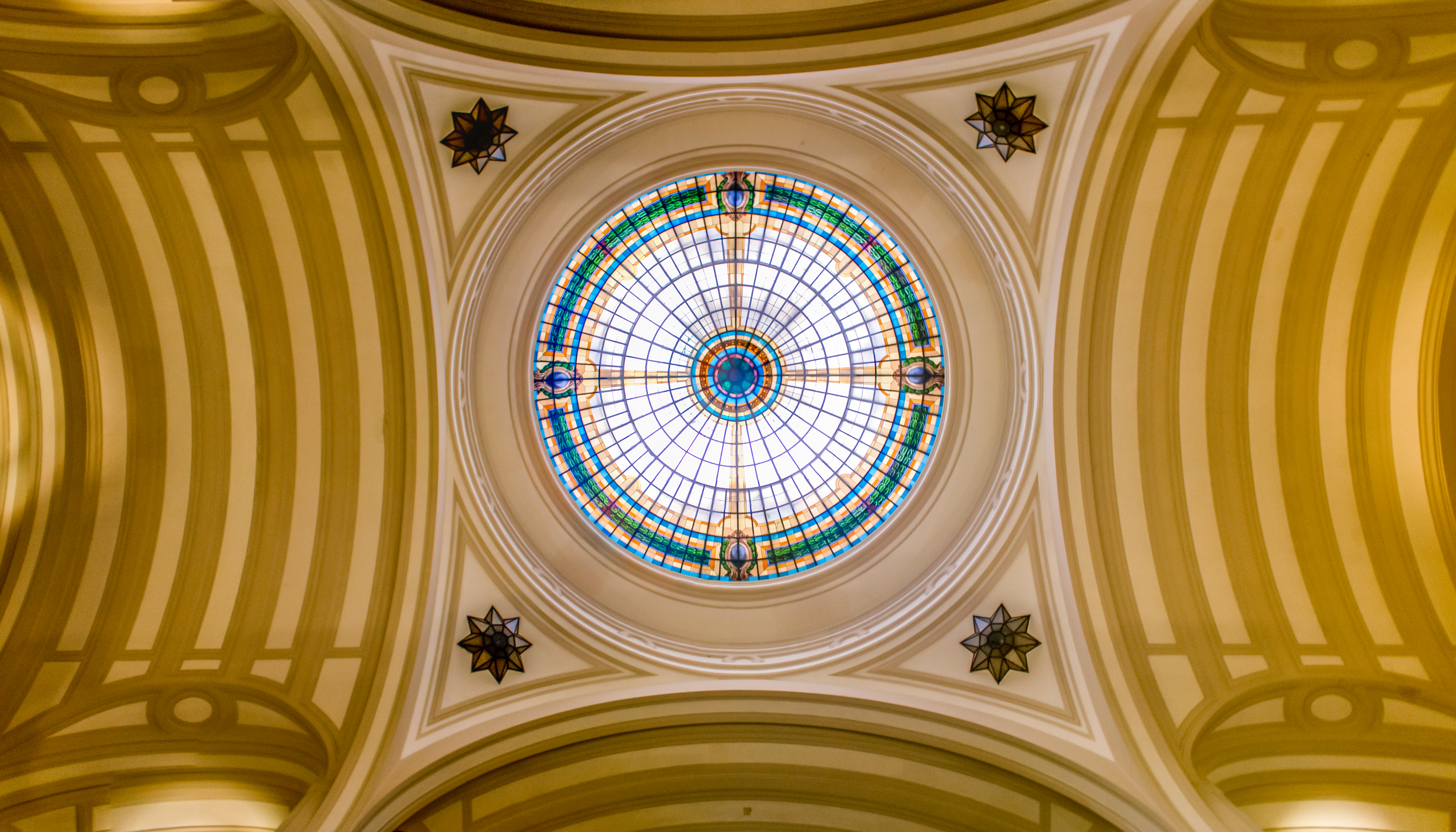
Teto no prédio da Estação Júlio Prestes

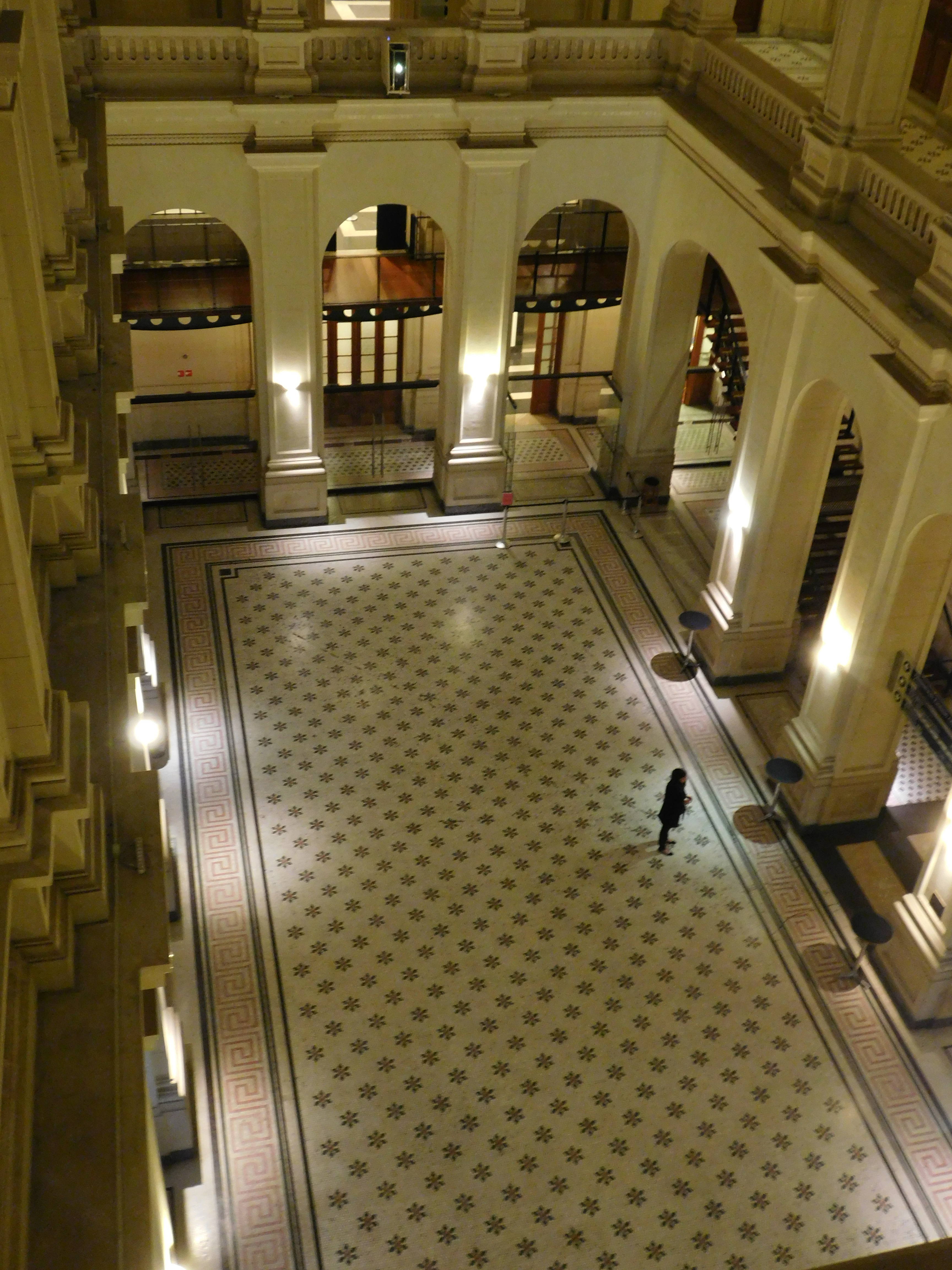
Hall de entrada

A Estação Júlio Prestes foi construída entre 1926 e 1938 para ser a sede e ponto de partida da Estrada de Ferro Sorocabana – uma empresa criada pelos barões do café para transportar o produto até ao Porto de Santos, pois na metade do século XX o café se tornou o produto mais importante para a economia brasileira; sendo assim, o seu cultivo se expandiu rapidamente em direção ao oeste paulista. O Estado adquiriu a empresa em 1905 e tornou-a Ferrovia Paulista S.A. na década de 1970. Desta forma, os materiais poderiam ser trazidos de outras cidades e da Europa. Em 1938, ano de conclusão do prédio onde hoje fica a Sala São Paulo, a cidade de São Paulo já convivia com a presença de automóveis, fato que levou à diminuição da utilização de bondes e trens.
O edifício foi planejado no ano de 1925 por Cristiano Stockler das Neves, em uma época em que a cidade experimentava um importante desenvolvimento econômico, devido à produção de café e, consequentemente, à expansão em ritmo acelerado da sua rede ferroviária. O exato local onde hoje fica a Sala São Paulo era um jardim de inverno planejado para a primeira classe, com palmeiras imperiais. Devido aos impactos da crise de 29, as obras acabaram sendo prolongadas até a década de 1930.
Desde a década de 1980, a Companhia Paulista de Trens Metropolitanos (CPTM) assumiu a linha e a estação tornou-se ponto de chegada. O nome Júlio Prestes é uma homenagem ao ex-governador do estado de Sâo Paulo. Christiano Stockler das Neves, o projetista da estação, baseou seu projeto em um estilo eclético, descrito como neoclássico estilo Luís XVI, que foi uma reação ao estilo barroco, no qual o prédio é marcado por ornamentos e que predominava na época. Neves também foi claramente influenciado pelas estações da Pensilvânia e de Nova Iorque.
No início do século XXI, os engenheiros que trabalharam na transformação do hall tiveram dificuldades em conciliar a tecnologia de hoje com a conservação histórica. O antigo trem foi substituído por um gigantesco guindaste de 150 toneladas. Esta foi a única maneira de transportar as imensas vigas a 25 metros de altura, que mais tarde se transformariam em parte da estrutura que suporta o teto ajustável ao longo do novo corredor.
No ano de 1997, as principais áreas do prédio já estavam sendo utilizadas e locadas para a realização de eventos institucionais, fato que levou a Secretaria da Cultura do Estado de São Paulo a assumir o controle do estabelecimento e transformá-lo no que seria o Complexo Cultural Júlio Prestes, situado no centro da cidade, localizado próximo à Pinacoteca do Estado e ao Museu de Arte Sacra.
A Sala São Paulo teve seu prédio tombado como patrimônio histórico pelo Condephaat, Conselho de Defesa do Patrimônio Histórico, no dia 9 de julho de 1999, quando a Osesp apresentou a peça inaugural Sinfonia nº 2 – Ressurreição, de Gustav Mahler. Dezoito meses de obra que uniu centenas de operários, técnicos especializados, procedimentos artesanais de longa tradição e as mais inovadoras tecnologias transformaram a área central da estação em uma das mais encantadoras, modernas e completas salas de concerto no mundo. Além disso, a coexistência da sala com a estação ferroviária exigiu uma laje flutuante. Mesmo com a inauguração, em 1999, ela ainda possui um forro especial, permitindo à acústica do local uma adaptação a diversos tipo de música a serem executados. É possível, também, testemunhar o encanto do edifício em dias de concerto ou por visitas previamente monitoradas.

### Restauro
A restauração da Estação Júlio Prestes foi uma obra do Governo do Estado de São Paulo, que entregou à União a estação como forma de quitar uma dívida que a empresa ferroviária Fepasa possuía. O encarregado pelo projeto arquitetônico e pela adequação da antiga estação para o uso da Orquestra Sinfônica do Estado de São Paulo foi o arquiteto Nelson Dupré, em parceria com Luizette Davini, arquiteta responsável pela coordenação do projeto, e José Augusto Nepomuceno, consultor acústico.
O trabalho de recuperação do edifício acompanhou a reestruturação da Orquestra Sinfônica do Estado de São Paulo, sediada atualmente no mesmo prédio da Sala São Paulo, e a solução encontrada para as intervenções realizadas nesse prédio histórico concebido de acordo com princípios específicos de um estilo e época baseou-se na intenção de estabelecer um diálogo adequado com espaço existente, valorizando os conceitos e características de uma construção anterior. Como foram 13 anos de construção, ela foi influenciada pelos representantes do Movimento Modernista, estilos neoclássico e francês.
Para a reforma, Dupré tinha como desafios o isolamento e tratamento acústicos, a restauração e a nova arquitetura, fatos que levaram o arquiteto a buscar inspiração em outros auditórios e salas de concertos citadas como referências, como na América do Norte e Europa, analisando todos os detalhes que atendessem às necessidades acústicas e estruturais, tais como palco, sistema acústico, áreas de apoio, acessos e fluxos.
A consultoria acústica estadunidense Artec definiu alguns padrões para a ocupação do antigo Grande Hall da Estação como sala de concertos, e sugeriu a utilização de um forro móvel que garantiria a flexibilidade acústica da Sala, e que tornaria possível a adequação da acústica ao espetáculo, característica marcante da Sala São Paulo.
O arquiteto Cristiano Stockler das Neves fez o projeto em 1925, o que proporcionou aos patrocinadores a deixarem marcas, como flores de café no piso e colunas. Muitas molduras são feitas de folha de café, conhecida como Ouro Verde, nome do vagão inicial da Sorocabana – havia também o Ouro Branco, como era chamado o algodão. A preocupação com a restauração do patrimônio garante a sua preservação por meio de uma ocupação significativa, que certamente eleva o edifício à posição de marco da cidade.
Em 2000, o projeto da Sala São Paulo recebeu o prêmio internacional de honra da United States Institute for Theatre Technology (USITT), como a primeira sala de concertos no Brasil. A Sala São Paulo possui 22 balcões no mezanino e no primeiro andar. Eles foram colocados entre as grandes colunas e o teto ajustável, criado pela empresa estadunidense Artec (a maior especialista do mundo em salas de concerto). Sua área é de 10 000 m² e a altura máxima é de 24 metros.

## Teto ajustável

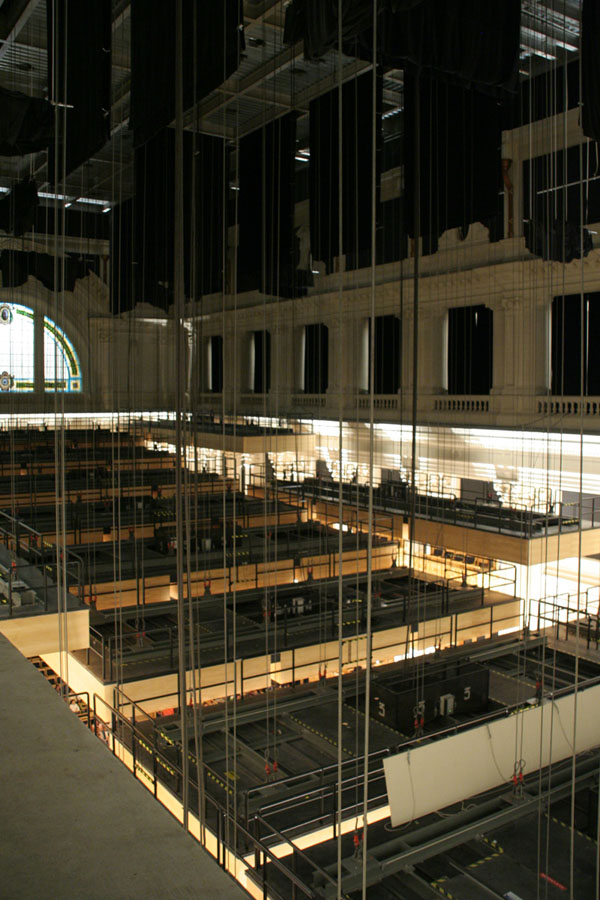
Teto ajustável

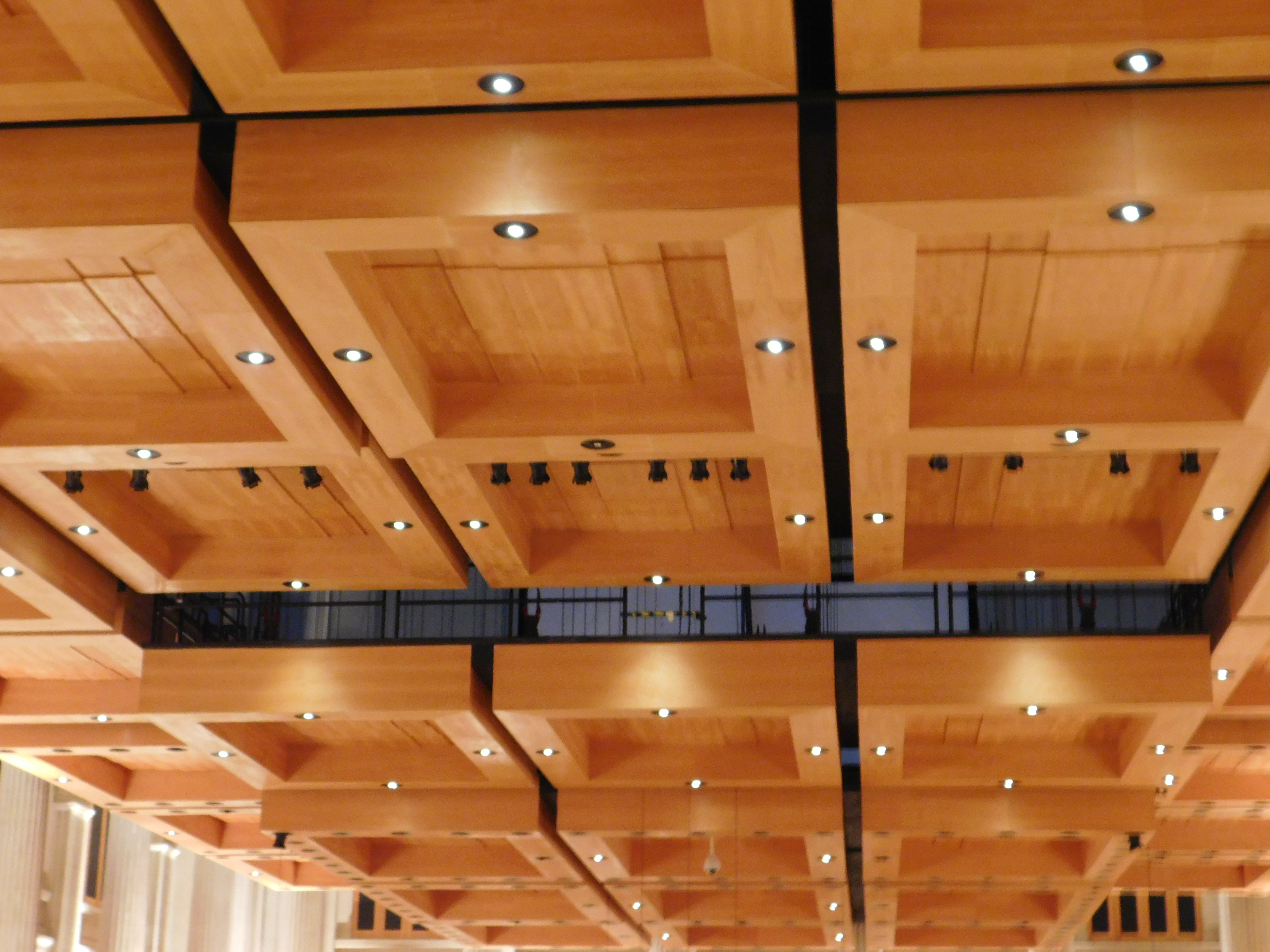
Teto móvel da Sala São Paulo

O teto da Sala São Paulo é ajustável e pode ficar a uma altura máxima de 25 metros acima do piso principal. Possui quinze painéis, cada um pesando 7,5 toneladas, que são suportados por vinte cabos metálicos enrolados. Os painéis podem ser controlados individualmente, permitindo que o volume do hall possa ser ajustado para entre 12 mil e 28 mil m³. Isso garante que a intensidade de qualquer composição tenha o seu conceito acústico respeitado, além de possibilitar a variação de seu tempo de reverberação, demora verificada entre a emissão de um som até sua inaudibilidade; assim, uma sala reverberante como a Sala São Paulo pode ser chamada de 'viva', sendo capaz de alterar sua reverberação para que se adeque ao espetáculo, e flua o som com uma excelente acústica.
Os painéis podem ser ajustados independentemente ou em conjunto, através do uso de computadores, travas e sensores automáticos. Junto com o limite máximo da flexibilidade, 26 banners de veludo podem travar a oito metros de altura, de acordo com as vibrações necessárias. É uma vantagem adicional, pois esse sistema une elementos da arquitetura original do edifício com novos conceitos de arquitetura.
Ao longo do teto, há uma cobertura de policarbonato com extremidades arredondadas, que respeita o conceito do projeto original do edifício, mas usa materiais mais modernos. Telhas termo-acústicas foram usadas, ao invés de cobre, e de policarbonato ao invés de vidro. O teto é vazado e está ligado com lustres napoleônicos – o projeto, inclusive, foi rejeitado na época da construção, pois o som iria entrar ou escapar. Esse projeto possibilita a apresentação de qualquer tipo de concerto, pautada pela alteração da sala de concertos e gerada pela flexibilidade do forro com painéis moveis; além disso, os elementos de composição foram concebidos para reflexão sonora multidirecional, atendendo a recomendações acústicas.
A qualidade acústica da Sala não se dá apenas pelo forro móvel, porém, este ocupa um papel importantíssimo junto com outros aspectos da composição do lugar, como a disposição dos balcões, o desenho das frentes dos balcões, o posicionamento do palco, a inexistência de carpetes ou cortinas, a espessura da madeira do palco, o desenho das poltronas, paredes pesadas e as irregularidades da arquitetura eclética do edifício existente que compõem a Sala São Paulo.
O forro móvel tem como função atender às demandas individuais de cada de espetáculo, adequando-se aos seus respectivos repertórios sinfônicos. O deslocamento deste forro totalmente móvel garante a flexibilidade do volume da Sala, criando, assim, um 'espaço acústico acoplado', localizado entre o forro e o piso técnico – onde ficam os equipamentos para o acionamento do forro. O som, ao atingir ambos (o forro móvel e o espaço acoplado), é capaz de criar algumas alterações na resposta acústica da Sala.

## Programação
Aos domingos (e em alguns sábados), às 11h da manhã, a Sala São Paulo realiza os Matinais, concertos gratuitos com a Osesp ou orquestras e grupos artísticos convidados. A distribuição de ingressos ocorre na segunda-feira anterior, pelo site oficial, e também na bilheteria, uma hora antes do espetáculo.
Além disso, por ser um edifício de grande importância histórica e cultural para a cidade de São Paulo, é possível realizar visitas monitoradas pelo local, mediante agendamento pelo site. 